# Altica impressicollis
Altica impressicollis es una especie de coleóptero de la familia Chrysomelidae. Fue descrita científicamente por primera vez en 1862 por Reiche.